# Miguel Condorcanqui
Miguel Condorcanqui del Camino-Usquiconsa (1702-1750) fue curaca de Surimana, Pampamarca y Tungasuca, cerca de Cuzco. Padre del prócer José Gabriel Condorcanqui también llamado Tupac Amaru II. Ambos eran descendientes del último inca de Vilcabamba, Túpac Amaru I. 

## Ancestros
Nació en el año 1702 en Surimana, y fue hijo del cacique Sebastián Condorcanqui Torres y de Catalina del Camino Usquiconsa. Fue sobrino del cacique Bartolomé Condorcanqui Torres, quien muere sin hijos y es sucedido por su hermano menor Sebastián.
Por línea paterna era nieto de Blas Condorcanqui Pilcohuaco (quien vivió a mediados del siglo XVII) y bisnieto de Diego Felipe Condorcanqui (1570-1635), esposo de la ñusta Juana Pilcohuaco desde 1593. Esta última fue capturada con su hermana Magdalena Mama Guaco en 1572 en Vilcabamba y las fuentes difieren sobre si era hija del Sapa Inca Tupa Amaru Inca o de su hermano, Titu Cusi Yupangui. Es posible que dijeran que eran hijas de este último para evitar ser ejecutadas con su padre o ser efectivamente hijas de Yupanqui y en busca de poder político dijeran ser hijas del último Sapa Inca. Magdalena tuvo una relación con un hidalgo español del que nació un hijo.
|  |  |  |  |  |  |  |  |                     |                     |                     |                     |                     |                     | Túpac Yupanqui Sapa Inca                                     | Túpac Yupanqui Sapa Inca                                     | Túpac Yupanqui Sapa Inca                                     | Túpac Yupanqui Sapa Inca                                     | Túpac Yupanqui Sapa Inca                                     | Túpac Yupanqui Sapa Inca                                     |                                                                   |                                                                   |                                                                   |                                                                   |                                                                   |                                                                   | Mama Ocllo Coya Coya Inca                                      | Mama Ocllo Coya Coya Inca                                      | Mama Ocllo Coya Coya Inca                                      | Mama Ocllo Coya Coya Inca                                      | Mama Ocllo Coya Coya Inca                                      | Mama Ocllo Coya Coya Inca                                      |                                                                                     |                     |                     |                     |                     |                     |                         |                         |                         |                         |                         |                         |  |  |  |  |
|  |  |  |  |  |  |  |  |                     |                     |                     |                     |                     |                     | Túpac Yupanqui Sapa Inca                                     | Túpac Yupanqui Sapa Inca                                     | Túpac Yupanqui Sapa Inca                                     | Túpac Yupanqui Sapa Inca                                     | Túpac Yupanqui Sapa Inca                                     | Túpac Yupanqui Sapa Inca                                     |                                                                   |                                                                   |                                                                   |                                                                   |                                                                   |                                                                   | Mama Ocllo Coya Coya Inca                                      | Mama Ocllo Coya Coya Inca                                      | Mama Ocllo Coya Coya Inca                                      | Mama Ocllo Coya Coya Inca                                      | Mama Ocllo Coya Coya Inca                                      | Mama Ocllo Coya Coya Inca                                      |                                                                                     |                     |                     |                     |                     |                     |                         |                         |                         |                         |                         |                         |  |  |  |  |
|  |  |  |  |  |  |  |  |                     |                     |                     |                     |                     |                     |                                                              |                                                              |                                                              |                                                              |                                                              |                                                              |                                                                   |                                                                   |                                                                   |                                                                   |                                                                   |                                                                   |                                                                |                                                                |                                                                |                                                                |                                                                |                                                                |                                                                                     |                     |                     |                     |                     |                     |                         |                         |                         |                         |                         |                         |  |  |  |  |
|  |  |  |  |  |  |  |  |                     |                     |                     |                     |                     |                     |                                                              |                                                              |                                                              |                                                              |                                                              |                                                              | Huayna Cápac Sapa Inca                                            |                                                                   |                                                                   |                                                                   |                                                                   |                                                                   |                                                                |                                                                |                                                                |                                                                |                                                                |                                                                |                                                                                     |                     |                     |                     |                     |                     |                         |                         |                         |                         |                         |                         |  |  |  |  |
|  |  |  |  |  |  |  |  |                     |                     |                     |                     |                     |                     |                                                              |                                                              |                                                              |                                                              |                                                              |                                                              |                                                                   |                                                                   |                                                                   |                                                                   |                                                                   |                                                                   |                                                                |                                                                |                                                                |                                                                |                                                                |                                                                |                                                                                     |                     |                     |                     |                     |                     |                         |                         |                         |                         |                         |                         |  |  |  |  |
|  |  |  |  |  |  |  |  |                     |                     |                     |                     |                     |                     |                                                              |                                                              |                                                              |                                                              |                                                              |                                                              | Manco Inca Inca de Vilcabamba                                     |                                                                   |                                                                   |                                                                   |                                                                   |                                                                   |                                                                |                                                                |                                                                |                                                                |                                                                |                                                                |                                                                                     |                     |                     |                     |                     |                     |                         |                         |                         |                         |                         |                         |  |  |  |  |
|  |  |  |  |  |  |  |  |                     |                     |                     |                     |                     |                     |                                                              |                                                              |                                                              |                                                              |                                                              |                                                              |                                                                   |                                                                   |                                                                   |                                                                   |                                                                   |                                                                   |                                                                |                                                                |                                                                |                                                                |                                                                |                                                                |                                                                                     |                     |                     |                     |                     |                     |                         |                         |                         |                         |                         |                         |  |  |  |  |
|  |  |  |  |  |  |  |  |                     |                     |                     |                     |                     |                     |                                                              |                                                              |                                                              |                                                              |                                                              |                                                              | Túpac Amaru I Inca de Vilcabamba                                  |                                                                   |                                                                   |                                                                   |                                                                   |                                                                   |                                                                |                                                                |                                                                |                                                                |                                                                |                                                                |                                                                                     |                     |                     |                     |                     |                     |                         |                         |                         |                         |                         |                         |  |  |  |  |
|  |  |  |  |  |  |  |  |                     |                     |                     |                     |                     |                     |                                                              |                                                              |                                                              |                                                              |                                                              |                                                              |                                                                   |                                                                   |                                                                   |                                                                   |                                                                   |                                                                   |                                                                |                                                                |                                                                |                                                                |                                                                |                                                                |                                                                                     |                     |                     |                     |                     |                     |                         |                         |                         |                         |                         |                         |  |  |  |  |
|  |  |  |  |  |  |  |  | Felipe Condorcanqui | Felipe Condorcanqui | Felipe Condorcanqui | Felipe Condorcanqui | Felipe Condorcanqui | Felipe Condorcanqui |                                                              |                                                              |                                                              |                                                              |                                                              |                                                              | Juana Pilcohuaco Ñusta                                            | Juana Pilcohuaco Ñusta                                            | Juana Pilcohuaco Ñusta                                            | Juana Pilcohuaco Ñusta                                            | Juana Pilcohuaco Ñusta                                            | Juana Pilcohuaco Ñusta                                            |                                                                |                                                                |                                                                |                                                                |                                                                |                                                                |                                                                                     |                     |                     |                     |                     |                     |                         |                         |                         |                         |                         |                         |  |  |  |  |
|  |  |  |  |  |  |  |  | Felipe Condorcanqui | Felipe Condorcanqui | Felipe Condorcanqui | Felipe Condorcanqui | Felipe Condorcanqui | Felipe Condorcanqui |                                                              |                                                              |                                                              |                                                              |                                                              |                                                              | Juana Pilcohuaco Ñusta                                            | Juana Pilcohuaco Ñusta                                            | Juana Pilcohuaco Ñusta                                            | Juana Pilcohuaco Ñusta                                            | Juana Pilcohuaco Ñusta                                            | Juana Pilcohuaco Ñusta                                            |                                                                |                                                                |                                                                |                                                                |                                                                |                                                                |                                                                                     |                     |                     |                     |                     |                     |                         |                         |                         |                         |                         |                         |  |  |  |  |
|  |  |  |  |  |  |  |  |                     |                     |                     |                     |                     |                     |                                                              |                                                              |                                                              |                                                              |                                                              |                                                              |                                                                   |                                                                   |                                                                   |                                                                   |                                                                   |                                                                   |                                                                |                                                                |                                                                |                                                                |                                                                |                                                                |                                                                                     |                     |                     |                     |                     |                     |                         |                         |                         |                         |                         |                         |  |  |  |  |
|  |  |  |  |  |  |  |  |                     |                     |                     |                     |                     |                     | Blas Condorcanqui Curaca de Surimana, Pampamarca y Tungasuca | Blas Condorcanqui Curaca de Surimana, Pampamarca y Tungasuca | Blas Condorcanqui Curaca de Surimana, Pampamarca y Tungasuca | Blas Condorcanqui Curaca de Surimana, Pampamarca y Tungasuca | Blas Condorcanqui Curaca de Surimana, Pampamarca y Tungasuca | Blas Condorcanqui Curaca de Surimana, Pampamarca y Tungasuca |                                                                   |                                                                   |                                                                   |                                                                   |                                                                   |                                                                   | Francisca Torres                                               | Francisca Torres                                               | Francisca Torres                                               | Francisca Torres                                               | Francisca Torres                                               | Francisca Torres                                               |                                                                                     |                     |                     |                     |                     |                     |                         |                         |                         |                         |                         |                         |  |  |  |  |
|  |  |  |  |  |  |  |  |                     |                     |                     |                     |                     |                     | Blas Condorcanqui Curaca de Surimana, Pampamarca y Tungasuca | Blas Condorcanqui Curaca de Surimana, Pampamarca y Tungasuca | Blas Condorcanqui Curaca de Surimana, Pampamarca y Tungasuca | Blas Condorcanqui Curaca de Surimana, Pampamarca y Tungasuca | Blas Condorcanqui Curaca de Surimana, Pampamarca y Tungasuca | Blas Condorcanqui Curaca de Surimana, Pampamarca y Tungasuca |                                                                   |                                                                   |                                                                   |                                                                   |                                                                   |                                                                   | Francisca Torres                                               | Francisca Torres                                               | Francisca Torres                                               | Francisca Torres                                               | Francisca Torres                                               | Francisca Torres                                               |                                                                                     |                     |                     |                     |                     |                     |                         |                         |                         |                         |                         |                         |  |  |  |  |
|  |  |  |  |  |  |  |  |                     |                     |                     |                     |                     |                     |                                                              |                                                              |                                                              |                                                              |                                                              |                                                              |                                                                   |                                                                   |                                                                   |                                                                   |                                                                   |                                                                   |                                                                |                                                                |                                                                |                                                                |                                                                |                                                                |                                                                                     |                     |                     |                     |                     |                     |                         |                         |                         |                         |                         |                         |  |  |  |  |
|  |  |  |  |  |  |  |  |                     |                     |                     |                     |                     |                     |                                                              |                                                              |                                                              |                                                              |                                                              |                                                              | Sebastián Condorcanqui Curaca de Surimana, Pampamarca y Tungasuca | Sebastián Condorcanqui Curaca de Surimana, Pampamarca y Tungasuca | Sebastián Condorcanqui Curaca de Surimana, Pampamarca y Tungasuca | Sebastián Condorcanqui Curaca de Surimana, Pampamarca y Tungasuca | Sebastián Condorcanqui Curaca de Surimana, Pampamarca y Tungasuca | Sebastián Condorcanqui Curaca de Surimana, Pampamarca y Tungasuca |                                                                |                                                                |                                                                |                                                                |                                                                |                                                                | Catalina Usquiconsa                                                                 | Catalina Usquiconsa | Catalina Usquiconsa | Catalina Usquiconsa | Catalina Usquiconsa | Catalina Usquiconsa |                         |                         |                         |                         |                         |                         |  |  |  |  |
|  |  |  |  |  |  |  |  |                     |                     |                     |                     |                     |                     |                                                              |                                                              |                                                              |                                                              |                                                              |                                                              | Sebastián Condorcanqui Curaca de Surimana, Pampamarca y Tungasuca | Sebastián Condorcanqui Curaca de Surimana, Pampamarca y Tungasuca | Sebastián Condorcanqui Curaca de Surimana, Pampamarca y Tungasuca | Sebastián Condorcanqui Curaca de Surimana, Pampamarca y Tungasuca | Sebastián Condorcanqui Curaca de Surimana, Pampamarca y Tungasuca | Sebastián Condorcanqui Curaca de Surimana, Pampamarca y Tungasuca |                                                                |                                                                |                                                                |                                                                |                                                                |                                                                | Catalina Usquiconsa                                                                 | Catalina Usquiconsa | Catalina Usquiconsa | Catalina Usquiconsa | Catalina Usquiconsa | Catalina Usquiconsa |                         |                         |                         |                         |                         |                         |  |  |  |  |
|  |  |  |  |  |  |  |  |                     |                     |                     |                     |                     |                     |                                                              |                                                              |                                                              |                                                              |                                                              |                                                              |                                                                   |                                                                   |                                                                   |                                                                   |                                                                   |                                                                   |                                                                |                                                                |                                                                |                                                                |                                                                |                                                                |                                                                                     |                     |                     |                     |                     |                     |                         |                         |                         |                         |                         |                         |  |  |  |  |
|  |  |  |  |  |  |  |  |                     |                     |                     |                     |                     |                     |                                                              |                                                              |                                                              |                                                              |                                                              |                                                              |                                                                   |                                                                   |                                                                   |                                                                   |                                                                   |                                                                   | Miguel Condorcanqui Curaca de Surimana, Pampamarca y Tungasuca | Miguel Condorcanqui Curaca de Surimana, Pampamarca y Tungasuca | Miguel Condorcanqui Curaca de Surimana, Pampamarca y Tungasuca | Miguel Condorcanqui Curaca de Surimana, Pampamarca y Tungasuca | Miguel Condorcanqui Curaca de Surimana, Pampamarca y Tungasuca | Miguel Condorcanqui Curaca de Surimana, Pampamarca y Tungasuca |                                                                                     |                     |                     |                     |                     |                     | Rosa Noguera Valenzuela | Rosa Noguera Valenzuela | Rosa Noguera Valenzuela | Rosa Noguera Valenzuela | Rosa Noguera Valenzuela | Rosa Noguera Valenzuela |  |  |  |  |
|  |  |  |  |  |  |  |  |                     |                     |                     |                     |                     |                     |                                                              |                                                              |                                                              |                                                              |                                                              |                                                              |                                                                   |                                                                   |                                                                   |                                                                   |                                                                   |                                                                   | Miguel Condorcanqui Curaca de Surimana, Pampamarca y Tungasuca | Miguel Condorcanqui Curaca de Surimana, Pampamarca y Tungasuca | Miguel Condorcanqui Curaca de Surimana, Pampamarca y Tungasuca | Miguel Condorcanqui Curaca de Surimana, Pampamarca y Tungasuca | Miguel Condorcanqui Curaca de Surimana, Pampamarca y Tungasuca | Miguel Condorcanqui Curaca de Surimana, Pampamarca y Tungasuca |                                                                                     |                     |                     |                     |                     |                     | Rosa Noguera Valenzuela | Rosa Noguera Valenzuela | Rosa Noguera Valenzuela | Rosa Noguera Valenzuela | Rosa Noguera Valenzuela | Rosa Noguera Valenzuela |  |  |  |  |
|  |  |  |  |  |  |  |  |                     |                     |                     |                     |                     |                     |                                                              |                                                              |                                                              |                                                              |                                                              |                                                              |                                                                   |                                                                   |                                                                   |                                                                   |                                                                   |                                                                   |                                                                |                                                                |                                                                |                                                                |                                                                |                                                                |                                                                                     |                     |                     |                     |                     |                     |                         |                         |                         |                         |                         |                         |  |  |  |  |
|  |  |  |  |  |  |  |  |                     |                     |                     |                     |                     |                     |                                                              |                                                              |                                                              |                                                              |                                                              |                                                              |                                                                   |                                                                   |                                                                   |                                                                   |                                                                   |                                                                   |                                                                |                                                                |                                                                |                                                                |                                                                |                                                                | José Gabriel Condorcanqui Curaca de Surimana, Pampamarca y Tungasuca Túpac Amaru II |                     |                     |                     |                     |                     |                         |                         |                         |                         |                         |                         |  |  |  |  |

- El Diccionario histórico-biográfico del Perú indica que el apellido de Catalina del Camino es realmente Catalina Usquiconsa así como el de su hijo.[10]

## Primeros años
Fue ahijado de bautismo del cacique de Acos, don Sebastián Tito Condemayta, padre de la futura cacica y revolucionaria Tomasa Tito Condemayta. Su padrino lo envió al Cusco a estudiar en el colegio para indios nobles de San Francisco de Borja, donde se educaban los hijos de los caciques y las futuras autoridades indígenas.

## Hermanos
Sus hermanos fueron Marcos, Micaela y Antonia.
Marcos (1707-1769), en 1735 se casaría con Marcela Castro Puyucahua unión de la que nacen Diego Cristóbal y Cecilia, el varón se casó con Manuela Tito Condori Torres y tuvo su propio hijo llamado Juan Diego. La fémina se casó con el español Pedro Mendigure, teniendo dos hijas (Lorenza y Mariana) y tres varones, de los que destaca Andrés Mendigure (sus otros hermanos eran Mariano y Felipe).
Antonia se casó con José Noguera y Valenzuela, curaca interino de Surinama con título de gobernador entre 1750 y 1755, antes de 1722. El matrimonio tuvo como hijos a Martín, Margarita, Francisca Paula, Sebastián, Rosa, Margarita y Andrés. Martín murió a los cuatro meses en 1736, Margarita en 1749 con menos de dos años, Francisca Paula murió en 1753 a los ocho días y Sebastián al año en 1733. Llegaron a edad adulta Rosa, Andrés y la segunda Margarita.

## Curaca
Fue curaca desde 1738, tenía privilegios como ser uno de los 24 indios nobles que debían elegirse para ser alférez real, no pagaba tributos, estaba exento de servicios personales, podía usar ornamentos propiamente españoles y tenía la riqueza para recibir una educación de élite.
Miguel se casó en 1731 con la criolla Carmen Rosa Noguera y Valenzuela, nacida en 1711, hermana de José Noguera y descendiente de los marqueses de Oropesa, un capitán general de Chile, los duques de Gandía y la familia de san Francisco de Borja, con quien tuvo dos hijos: Clemente en 1736 y José Gabriel en 1738. Clemente murió muy joven, pocos meses después del nacimiento de su hermano. José Gabriel pasaría a la historia como Túpac Amaru II. 
Tras la muerte de su primera esposa en 1741, Miguel volvió a casarse con otra criolla, Ventura Monjarrás o Monjarraz, con quien tuvo un tercer hijo: Juan Bautista en 1747. También tuvo un hijo ilegítimo llamado Diego.
Murió en 1750 y fue sucedido en el cargo de curaca por su joven hijo José Gabriel, cuya educación asumieron sus tíos Marcos y José. José Noguera fue curaca interino de Surimana con título de gobernador entre 1750 y 1755, sucedido por Marcos Condorcanqui hasta 1766, cuando asumió José Gabriel.

## Destino de la familia
El 18 de mayo de 1781, tras haber sido capturados, fueron ejecutados en el Cuzco la esposa del líder revolucionario e Inca, Micaela Bastidas Puyucahua (nacida en 1744), su primogénito, Hipólito Túpac Amaru (1761), y otros familiares y capitanes precediendo a la ejecución del propio Inca. La dirección de la rebelión es sucedida por su primo Diego Cristóbal Condorcanqui Castro quien termina aceptando un indulto general ofrecido por las autoridades virreinales, no obstante, fue capturado y condenado a la pena capital dos años después. Como represalia a la rebelión de José Gabriel Túpac Amaru, la familia entera fue perseguida por miedo de producirse nuevas reclamaciones dinásticas. 
Marcela Castro y la anciana Ventura Monjarrás también fueron ejecutadas. Cecilia Condorcanqui Castro fue desterrada al convento de las Recogidas en México, donde murió hacia 1783. Manuel y Margarita Condori, por apoyar a los rebeldes, murieron por los malos tratos en prisión ese mismo año. Juan Bautista Condorcanqui fue arrestado y exiliado a España, liberado en 1820 y fallece siete años más tarde en Buenos Aires. En 1784 son desterradas de Perú hacia España noventa personas, principalmente mujeres. Cerca de 29 eran miembros sanguíneos o políticos de la familia Condorcanqui, 18 mueren en el viaje. Al hacer escala en el puerto de Genario, Río de Janeiro, estaban muertos Susana Aguirre (esposa de Juan Bautista y natural de Paruro), Nicolasa Torres, Andrea Cózcamayta, Antonia Castro y Mariano Condorcanqui (segundo hijo del Inca, nacido en 1762). Inicialmente el plan era desterrarlos a África, pero se temía que alguna potencia enemiga intentara liberarlos para provocar nuevas rebeliones. Para 1795 aún había muchos miembros de la familia encarcelados y otros ya habían fallecido en dicho estado.
Fernando Condorcanqui Bastidas, nacido en 1768, sobrevivió. Vio las ejecuciones de sus familiares, vivió aislado en prisión en Cuzco, fue desterrado a España y educado bajo vigilancia en la prestigiosa Escuela Pías de Getafe en filosofía, gramática, retórica y aritmética con la ilusión de poder ser funcionario colonial. Sobrevivió al naufragio del San Pedro de Alcántara, navío español que lo llevaba a Cádiz, el 2 de febrero de 1786, frente a Peniche. Siguió atentamente las ideas de la Revolución francesa. Pidió varias veces ser liberado hasta morir en Madrid en 1798.
Según el dirigente colla José Diego Lanusse (1935-2007), Fernando escapó durante el naufragio del San Pedro y llegó a Brasil, cruzando el Gran Chaco hasta instalarse en Rumi Cruz, pueblo de Jujuy, con el apellido de Huanca y teniendo descendencia, incluido el dirigente.